# بريسيلا كاتشويرا
بريسيلا كاتشويرا جوميز دا سيلفا (بالبرتغالية: Priscila Cachoeira Gomes Da Silva؛ مواليد 19 أغسطس 1988) هو مُقاتل فنون قتالية مختلطة برازيلي.

## وصلات خارجية
- بريسيلا كاتشويرا على موقع يو إف سي (الإنجليزية)
- بريسيلا كاتشويرا على موقع شيردوغ (الإنجليزية)
- بريسيلا كاتشويرا على موقع Tapology.com (الإنجليزية)
- بريسيلا كاتشويرا على موقع IMDb (الإنجليزية)
- بريسيلا كاتشويرا على موقع قاعدة بيانات الفيلم (الإنجليزية)